# Gustav Bodechtel
Gustav Bodechtel (* 17. März 1899 in Nürnberg; † 10. Juli 1983 in München) war ein deutscher Internist und Neurologe. Er war Lehrstuhlinhaber für Innere Medizin in Düsseldorf und München. Seine Forschungen zu den Themen Hirnveränderungen bei inneren und psychischen Erkrankungen sowie seine Lehrbuchausgabe zu der „Differentialdiagnose neurologischer Krankheitsbilder“ (1958) gelten als wichtige Forschungsergebnisse in den Bereichen Psychologie und Neurologie.

## Leben
Gustav Bodechtel stammte aus Nürnberg und war Sohn eines Fabrikarbeiters. Sein Urgroßvater väterlicherseits war ein bekannter Orgel- und Cembalobauer in Nürnberg. Bodechtel besuchte ein Realgymnasium in Nürnberg. Er war evangelisch.
Bodechtel studierte Medizin und Naturwissenschaften in München und Erlangen und schloss 1923 sein Studium mit der Promotion zum Dr. phil. ab. 1928 übernahm er eine Tätigkeit als Assistenzarzt an der Gynäkologischen Poliklinik in München. Ab 1927 arbeitete er dann an der anatomischen Abteilung der Deutschen Forschungsanstalt für Psychiatrie in München. 1928 wurde er zum Dr. med promoviert.
Ab 1930 war er als Arzt in der Internistischen Station des Krankenhauses München-Schwabing tätig und wurde ein Jahr später Oberarzt an der Medizinischen Universitätsklinik in Erlangen. Wieder ein Jahr später habilitierte sich Bodechtel in Erlangen als Privatdozent für Neurologie und Innere Medizin. 1935 siedelte er als Chefarzt an die Nervenklinik Hamburg Eppendorf um und habilitierte sich auch da als außerordentlicher Professor an der Universität Hamburg. Sein nächster Klinikwechsel folgte im Jahr 1938 an die innere Abteilung des städtischen Brüder-Krankenhauses in Dortmund. 1940 folgte er einem Ruf als Professor und Direktor der II. Medizinischen Klinik der Medizinischen Akademie in Düsseldorf. Bodechtel war Mitglied der SA, der NSDAP und weiterer NS-Organisationen. Er wurde 1946 in Düsseldorf entlassen, jedoch fünf Monate später aufgrund von Interventionen der Medizinischen Akademie und des Bürgermeisters wieder eingestellt 1953–67 war er Direktor der II. Medizinischen Universitätsklinik in München und Ordinarius für Innere Medizin.
Er forschte insbesondere zu Hirnveränderungen bei Inneren Erkrankungen.

## Veröffentlichungen (Auswahl)
- mit H. Wild: Was bietet das moderne Laboratorium dem Praktiker? In: Münchener Medizinische Wochenschrift. Band 95, Nr. 1, 2. Januar 1953, S. 69–71.